# حماية البيئة في السوق الحرة
يجادل مفهوم حماية البيئة في السوق الحرة بأن السوق الحرة وحقوق الملكية وقانون الضرر توفر أفضل وسيلة للحفاظ على البيئة، واستيعاب تكاليف التلوث، والحفاظ على الموارد.
يجادل أنصار حماية البيئة في السوق الحرة، بأن أفضل طريقة لحماية البيئة هي توضيح حقوق الملكية، وحمايتها. يسمح ذلك للأطراف بالتفاوض على تحسين الجودة البيئية، كما يسمح لهم باستخدام المسؤولية التقصيرية لوقف الأضرار البيئية. إذا تمكنت الأطراف المتأثرة من إجبار الملوّثين على تعويضهم، فسيقللون العوامل الخارجية أو القضاء عليها. يناصر مؤيدو السوق التغيرات في النظام القانوني التي تمّكن الأطراف المتأثرة من الحصول على هذا التعويض. يزعمون أيضًا أن للحكومات قدرة محدودة للأطراف المتأثرة، على القيام بذلك عبر تعقيد نظام الأضرار، لإفادة المنتجين على حساب الآخرين.

## المبادئ
على الرغم من أن المشكلات البيئية قد تشكّل إخفاقات في السوق، يجادل أنصار حماية البيئة الحرة بأن المشاكل البيئية تنشأ بسبب:
1. قيام الدولة بترميز القوانين التي تلغي أو حقوق الملكية أو تحجبها، والنصّ عليها وإنفاذها، لذا تخفق في حمايتها على نحو كافٍ.
2. ارتفاع تكاليف المعاملات للغاية، بالنظر إلى السياق التكنولوجي والقانوني الذي يعمل فيه الأشخاص، فلا تسمح للأطراف بالتفاوض على حل أفضل للبيئة.
3. توفير الحصانة للملوّثين من دعاوى العطل والضرر، من قبل القوانين التي تحكم دعاوى الضرر الطبقية والفردية، أو بسبب تداخلها مع هذه الدعاوى بطريقة تصعّب إدامتها قانونيا.

يضع أنصار حماية البيئة في السوق الحرة اللوم على العديد من المشاكل البيئية بسبب التشوهات في السوق وقلة الأسواق، على الرغم من لوم العديد من البيئيين للأسواق على مشاكل البيئة الحالية. تُلام إجراءات الحكومة لعدد من الأضرار البيئية.
- تعد تراجيديا المشاع مشكلة أساسية بالنسبة للبيئة. يجوز لأي شخص استخدام الأرض، عندما تكون مشاعًا. تخلق قابلية الموارد للاستهلاك الحافز لرواد الأعمال، لاستخدام الموارد المشتركة قبل قيام شخص آخر بذلك. تحتفظ الحكومة بالعديد من الموارد البيئية أو تكون مشاعًا، مثل الهواء، والماء، والغابات. تكمن مشكلة التنظيم في أنه يضع الملكية في المشاعات السياسية، إذ يحاول الأفراد استحواذ الموارد العامة لتحقيق مكاسبهم الخاصة، وتسمى هذه الظاهرة بالسعي وراء الريع.
- الحيازة: لا يستفيد المستأجرون من القيمة المستحقة في أثناء فترة حيازتهم، ويواجهون حافزًا للحصول على أكبر قيمة ممكنة دون صيانة نتيجةً لذلك.
- التخصيص السياسي: لا تملك المعلومات السياسية الحوافز، التي تقدمها الأسواق للحصول على معلومات ممتازة (الربح والخسارة). بإمكان المشاركين اتخاذ قرار واحد فقط، على الرغم من تقديم العديد منهم، مدخلات للحكومات، وهذا يعني أن الحكومات تضع قواعد غير مُصاغة جيدًا للأوضاع المحلية. تعتمد إستراتيجية الحكومة على الحدس، للتهرب من الخطر من خلال القوانين. يجب التحلي بالصمود، والتغلب على المخاطر، من أجل مجتمع صحي أكثر.حماية البيئة في السوق الحرة
- الإعانات الضارة: تقدم الحكومات دعمًا متبادلًا يشوه أنظمة الأسعار، وهذا يعني أن قليلي الاستهلاك ومفرطي الاستهلاك يدفعون نفس الأسعار، لذا يفرط قليل الاستهلاك في الدفع، بينما يقلل مفرط الاستهلاك الدفع. يزيد الحافز من مفرطي الاستهلاك، ويقلل من قليلي الاستهلاك.
- زيادة تكاليف المعاملات: من الممكن أن تضع الحكومات قواعد تصعّب نقل الحقوق بطرق تفيد البيئة. ثمك قوانين في العديد من الولايات في غرب الولايات المتحدة بشأن حقوق المياه تصعٍب على المجموعات البيئية اقتناء المياه الجارية من المزارعين.

## أدوات السوق
الأسواق ليست مثالية، ويؤكد أنصار حماية البيئة في السوق الحرة أن الحلول المستندة إلى السوق ستتحمل أخطاءها. يمتلك ما هو مدفوع بقوى السوق، حوافز قوية للتعلم من الأخطاء عبر آليات التقييم القوية مثل، المخاطر والأرباح والخسائر.
- الاختيار الفردي: يمتلك المستهلكون الحافز لزيادة رضاهم، ومحاولة إيجاد خيارات منخفضة التكلفة وعالية القيمة. تخصص الأسواق الموارد لأعلى مُزايد، ويشتري المنتجون نيابة عن المستهلك. لا يوجد حل واحد يناسب الجميع -نظرًا إلى وجود العديد من الجهات الفاعلة في السوق- ويسعى رواد الأعمال إلى تحقيق العديد من قيم المجتمع، بما في ذلك الصيانة
- ريادة الأعمال: يبحث رواد الأعمال عن القيمة، وحل المشكلات، وتنسيق الموارد.
- نظام الأسعار: ترتفع الأسعار، عندما تصبح الموارد شحيحة. يحفز ارتفاع الأسعار رواد الأعمال على إيجاد بدائل لهذه الموارد، وغالبا ما تُحفظ هذه الموارد، فمثلا عند ارتفاع سعر الفحم، سيكون استهلاك المستهلكين أقل، وستقود الأسعار العالية إلى بدائل لمصادر الطاقة المختلفة.
- حقوق الملكية: يواجه المالكون حافزًا قويًا لرعاية ممتلكاتهم وحمايتها، إذ يجب أن يقرروا مقدار ما يستخدمونه في اليوم، ومقدار ما سيستخدمونه في الغد. يحاول الجميع أن يزيد القيمة، وتعتمد قيمة الشركة وسعر السهم على الأرباح المستقبلية المتوقعة. يرغب المالكون الذين لديهم إمكانية نقل ممتلكاتهم، إما إلى وريث أو عن طريق البيع، في رفع قيمة عقاراتهم. تشجع حقوق الملكية الحفظ والدفاع عن الموارد ضد الاستنفاد، إذ يوجد حافز قوي لزيادة قيمة المورد إلى الحد الأقصى مستقبلا.
- القانون المشترك: من أجل الحصول على حقوق ملكية العمل، فأنت بحاجة إلى نظام جيد للدفاع عنها. ينتهك الناس هذه الحقوق، عندما تكون ضعيفة. يمكن حماية الموارد، وإدارتها، وتخصيصها للنتائج التي تجمع وتوازن بين احتياجات الإنسانية ومتطلباتها، عبر إنشاء نظام قوي، يمكن بفضله تمليك الموارد المشتركة، ونقلها، والدفاع عنها من الضرر.
- السوق جهاز تخصيص غير سياسي، وتدعو العديد من مقترحات البيئيين، إلى إرجاع الموارد من الأسواق لتصبح مشاكل سياسية.

## النقد
يجادل بعض النقاد في أن أنصار حماية البيئة في السوق الحرة ليست لديهم طريقة للتعامل مع المشكلات الجماعية مثل التدهور البيئي، ونضوب الموارد الطبيعية، بسبب رفضهم للتنظيم والسيطرة الجماعية، إذ يرون أن الموارد الطبيعية تصعب خصخصتها كثيرًا (مثل الماء)، وأن المسؤولية القانونية عن التلوث وتدهور التنوع البيولوجي يصعب تتبعهما.